# 贵州省工商业联合会
贵州省工商业联合会，简称贵州省工商联，同时称贵州省总商会，是中国共产党领导的、贵州省工商界组成的统战性、经济性、民间性的人民团体和商会组织。

## 荣誉
因在脱贫攻坚战中作出突出贡献，2021年2月25日全国脱贫攻坚总结表彰大会上，贵州省工商业联合会被授予“全国脱贫攻坚先进集体”。